# Solberg SK
Solberg SK  är en sportklubb i Solbergelva i Norge, bildad 26 november 1929 med fotboll och skidsport på programmet. 1932 startades friidrott. Man bedriver även handboll. Efter andra världskriget återupptogs aktiviteten, och den 20 maj 1945 uppgick klubben Solberg AIL i Solberg SK. I norska mästerskapet i fotboll for herrar 1952 nådde klubben final, efter att bland annat ha slagit ut SK Brann. I finalen ledde man med 2-0 i pausen mot Sparta Sarpsborg, men förlorade med 2-3.
Klubben har vunnit flera norska mästerskap i bandy för herrar.

### Fotnoter
1. ↑  ”Solberg Sportsklubb” (på norska). Store norske leksikon. https://snl.no/Solberg_Sportsklubb. Läst 28 september 2017.